# Josef Riegler (SS-Mitglied)
Josef Riegler (* 5. Juli 1922 in Linz; † 27. Mai 1947 in Landsberg am Lech) war ein österreichischer SS-Unterscharführer, Blockführer und Rapportführer im KZ Mauthausen.

## Leben
Josef Riegler war Sohn des Fabrikarbeiters Josef Riegler und seiner Ehefrau Katharina Riegler. Er sollte aufgrund seiner guten Noten nach dem Schulbesuch studieren und Lehrer werden. Zum 30. April 1938 nach dem Anschluss Österreichs trat er in die SS ein. Anschließend schloss er sich der SS-Totenkopf-Standarte 2 „Brandenburg“ in Oranienburg an, wo er eine militärische Ausbildung erhielt.
Im Herbst 1939 beteiligte er sich als Angehöriger der SS-Totenkopf-Standarte 2 am Überfall auf Polen. Im April 1940 nahm er als Angehöriger der SS-Totenkopf-Standarte an der Besetzung Norwegens teil. Nachdem diese Einheit in die SS-Gebirgs-Division „Nord“ eingegliedert worden war, kam Riegler im Sommer nach Finnland an die Russlandfront, wo er sich Ende 1941 Erfrierungen an beiden Füßen zuzog. Im Februar 1942 wurde er in das KZ Mauthausen versetzt, wo er als Blockführer eingesetzt wurde. Zum 20. April 1942 wurde er zum Unterscharführer befördert. Im Februar 1943 wurde Riegler in das Außenlager Großraming versetzt, wo er Dienst als Rapportführer versah. Dort vollzog er häufig Prügelstrafen an Häftlingen. Im August 1943 wurde er in das Außenlager Wien-Schwechat versetzt. Im Oktober 1943 wurde er nach Redl-Zipf in das dortige Außenlager beordert. Im Januar 1944 erfolgte seine Versetzung in das Außenlager Passau. Im Oktober 1944 wurde er in das Stammlager Mauthausen zurückversetzt, wo er Rapportführer war. Zudem fungierte er als Schütze bei Exekutionskommandos, die Johann Altfuldisch als Schutzhaftlagerführer kommandiert hatte. Mitte November 1944 hat er an der Exekution von 26 jugoslawischen Häftlingen teilgenommen.
Am 13. Mai 1945 wurde er von Angehörigen der US Army in Vöcklabruck verhaftet und schließlich nach Dachau gebracht. Am 13. Mai 1946 wurde er im Rahmen des Mauthausen-Hauptprozesses zum Tode durch den Strang verurteilt. Das Urteil wurde am 27. Mai 1947 im Kriegsverbrechergefängnis Landsberg vollstreckt.